# أرشيبالد باتل لوفيت
أرشيبالد باتل لوفيت (بالإنجليزية: Archibald Battle Lovett)‏ هو قاضي ومحامي أمريكي، ولد في 21 يونيو 1884 في سيلفانيا في الولايات المتحدة، وتوفي في 28 ديسمبر 1945.